# Улькен-Жарма
Улькен-Жарма (каз. Үлкен Жарма) — озеро в Аккайынском районе Северо-Казахстанской области Казахстана. Находится в 10 км к северо-западу от села Полтавка и в 100 м к юго-западу от села Борки.
По данным топографической съёмки 1940-х годов, площадь поверхности озера составляет 10,71 км². Наибольшая длина озера — 4,5 км, наибольшая ширина — 2,8 км. Длина береговой линии составляет 12,8 км, развитие береговой линии — 1,09. Озеро расположено на высоте 126,3 м над уровнем моря.
По данным обследования 1957 года, площадь поверхности озера составляет 9,6 км². Максимальная глубина — 1,98 м, объём водной массы — 14,8 млн. м³, общая площадь водосбора — 101 км².
Озеро входит в перечень рыбохозяйственных водоёмов местного значения.